# James Thomson (poète né en 1834)
Pour les articles homonymes, voir James Thomson.
Ne doit pas être confondu avec James Thomson (poète né en 1700).
James Thomson, né le 3 novembre 1834 à Port Glasgow et mort le 3 juin 1882, qui a écrit sous le pseudonyme de Bysshe Vanolis, est un poète écossais de l'époque victorienne, célèbre surtout pour son long poème The City of Dreadful Night (La Cité de terrifiante Nuit, 1874), une œuvre d'un sombre pessimisme ayant pour cadre un environnement urbain déshumanisé et indifférent .

## Sa vie
Son père ayant été victime d'une attaque cérébrale, il est envoyé à Londres, où il est élevé dans un orphelinat, le Royal Caledonian Asylum sur Chalk Road près de Holloway (devenue Caledonian Road après la fermeture de l'asile), où il reçoit son instruction et acquiert un fort accent londonien. Il entre ensuite à l'Académie royale militaire et part en service en Irlande où, en 1851, à l'âge de 17 ans, il rencontre Charles Bradlaugh, déjà connu à l'âge de 18 ans comme libre-penseur, après avoir publié sa première brochure athée un an plus tôt.
Au bout d'une dizaine d'années, Thomson quitte l'armée et s'installe à Londres, où il trouve un emploi de commis. Il reste en contact avec Bradlaugh, qui a fondé son propre hebdomadaire, le National Reformer, « le magazine du travailleur ». À partir de 1863, et jusqu'à la fin des 19 années qui lui restent à vivre, Thomson soumet des récits, essais et poèmes à divers éditeurs y compris le National Reformer, qui publie le sombre poème qui deviendra son œuvre la plus célèbre.
The City of Dreadful Night est né de la lutte contre l'insomnie, l'alcoolisme et la dépression chronique qui ont hanté le poète dans sa dernière décennie. De plus en plus isolé de ses amis et de la société en général, il devient hostile même envers Bradlaugh. En 1880, dix-neuf mois avant sa mort, la publication de son recueil de poésie, The City of Dreadful Night and Other Poems, suscite encouragements et compliments d'un certain nombre de critiques, mais qui viennent trop tard pour empêcher Thomson de glisser vers le bas.
Les autres poèmes de Thomson figurent rarement dans les anthologies modernes, bien que le récit autobiographique Insomnia and Mater Tenebrarum qui contient quelque passages saisissants soit généralement favorablement estimé. Il admire et traduit les œuvres du poète pessimiste italien Giacomo Leopardi (1798-1837), mais son désespoir est encore plus sombre que celui de Leopardi. Il est considéré par beaucoup de spécialistes de l'époque victorienne comme le plus sombres de ses poètes. Il meurt à Londres à l'âge de 47 ans.
En 1889, sept ans après la mort de Thomson, Henry Stephens Salt écrit sa première grande biographie, La Vie de James Thomson (B. V.).
Son pseudonyme, « Bysshe Vanolis », provient des noms des poètes Percy Bysshe Shelley et de Novalis. Ceci lui permettait souvent de se distinguer de son homonyme, un autre poète écossais nommé James Thomson mais ayant vécu au siècle précédent, par les lettres B. V. suivant son nom.